# Magmatische Großprovinz

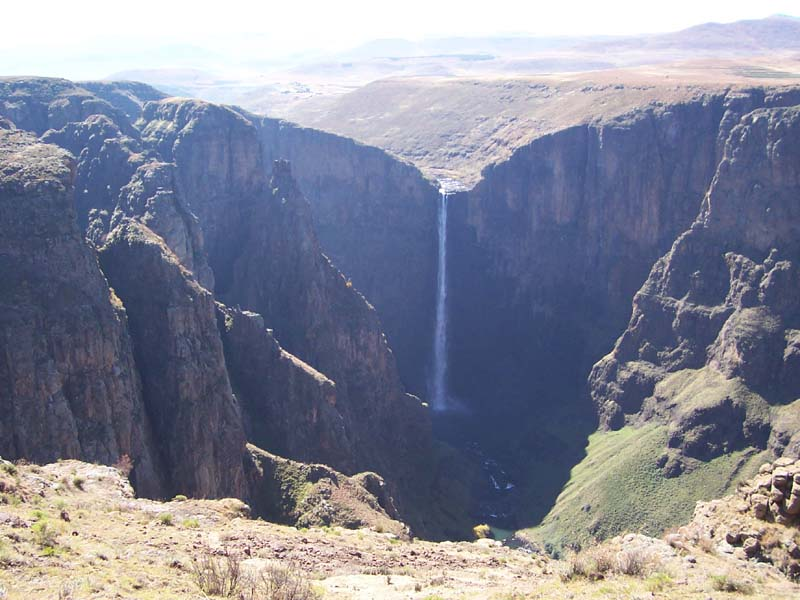
Karoo-Basalt, eine magmatische Großprovinz in Südafrika

Eine magmatische Großprovinz (englisch large igneous province, kurz LIP) ist ein Gebiet der Erdkruste, das sehr große Mengen magmatischer Gesteine enthält (bis zur Größenordnung 1 Million km3 auf Flächen von mehreren Millionen km2), die sowohl intrusiv als auch extrusiv sein können und sich in geologisch kurzen Zeiträumen gebildet haben.
Die meisten der magmatischen Großprovinzen bestehen aus Basalt, einige aber enthalten große Mengen an Rhyolith, so etwa der Columbia-Plateaubasalt in den westlichen Vereinigten Staaten. Dieser Rhyolith besitzt typischerweise einen nur geringen Wassergehalt und deutlich höhere Eruptionstemperaturen (850 °C bis 1000 °C) im Vergleich zu dem an Inselbögen entstehenden Rhyolithen.
Einige der magmatischen Großprovinzen sind heute noch mehr oder weniger intakt, wie etwa der Dekkan-Trapp, andere hingegen sind durch plattentektonische Bewegungen in Teile zerfallen, wie etwa die Zentralatlantische Magmatische Provinz (Central Atlantic Magmatic Province, kurz CAMP), die heute in Brasilien, den östlichen Vereinigten Staaten, Kanada und Nordwest-Afrika zu finden sind.

## Definition

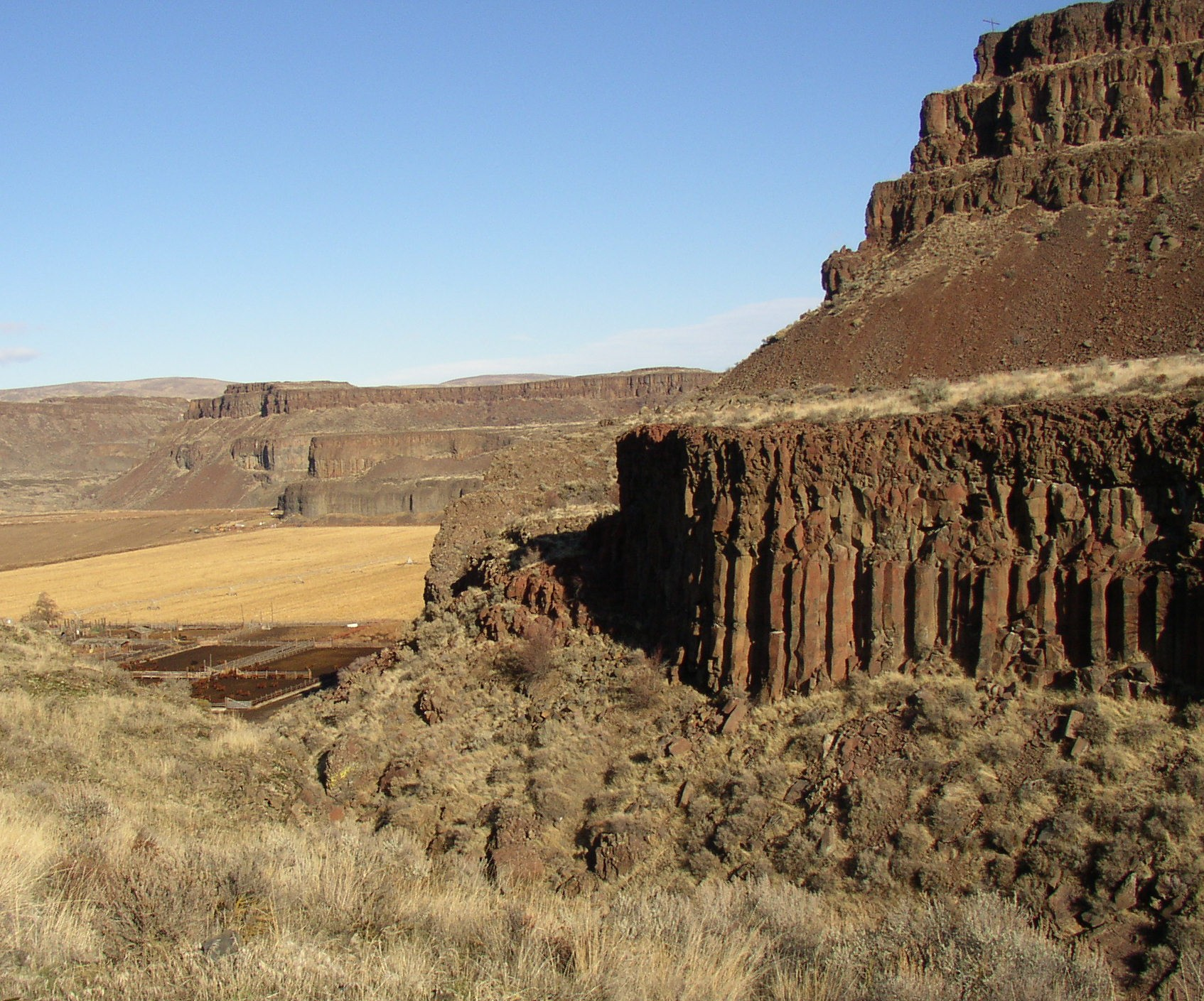
Columbia-Flutbasalt, eine magmatische Großprovinz der westlichen USA

Der englische Begriff Large Igneous Province geht auf M.F. Coffin und O. Eldholm im Jahr 1992 zurück. Sie bezeichneten damit eine Reihe von Gebieten, die aus mafischen Gesteinen aufgebaut sind, eine Fläche von mehr als 100.000 km² besitzen (etwas größer als Portugal), durch Prozesse ausgelöst werden, die mit nicht normaler Plattentektonik und Ozeanbodenspreizung verbunden sind, und sich über einen geologisch kurzen Zeitraum gebildet haben, typischerweise in einer Million Jahren oder weniger.
Nach der ursprünglichen Definition umfassen magmatische Großprovinzen kontinentale Flutbasalte, ozeanische Plateaus, große Gangschwärme (die meist eine bis auf die Wurzeln erodierte vulkanische Provinz darstellen) und Lagergänge sowie durch vulkanische Tätigkeit gekennzeichnete passive Kontinentalränder. Die Definition von magmatischen Großprovinzen ist allerdings noch im Fluss und wird stetig erweitert und verfeinert. Mittlerweile werden nicht nur mafische Gesteine, sondern alle magmatischen Gesteine in die Definition aufgenommen, die die Voraussetzung der Entstehung großer Mengen innerhalb kurzer geologischer Zeiträume erfüllen. Darüber hinaus wurde die Einbeziehung von durch normale plattentektonische Prozesse entstandenen Magmatiten vorgeschlagen, wenn sie diese Merkmale besitzen. Ebenfalls werden große Granitintrusionen wie die der südamerikanischen Anden oder des westlichen Nordamerika in Beziehung zu den magmatischen Großprovinzen gesetzt.
Unterteilt werden die magmatischen Großprovinzen nach einem Vorschlag von Hetu C. Sheth aus dem Jahr 2007 in die beiden Gruppen der durch Vulkanismus entstandenen Vulkanischen Großprovinzen (Large Volcanic Provinces oder LVP) und der durch Plutonismus entstandenen Plutonischen Großprovinzen (Large Plutonic Provinces, kurz LPP).

## Theorien zur Bildung

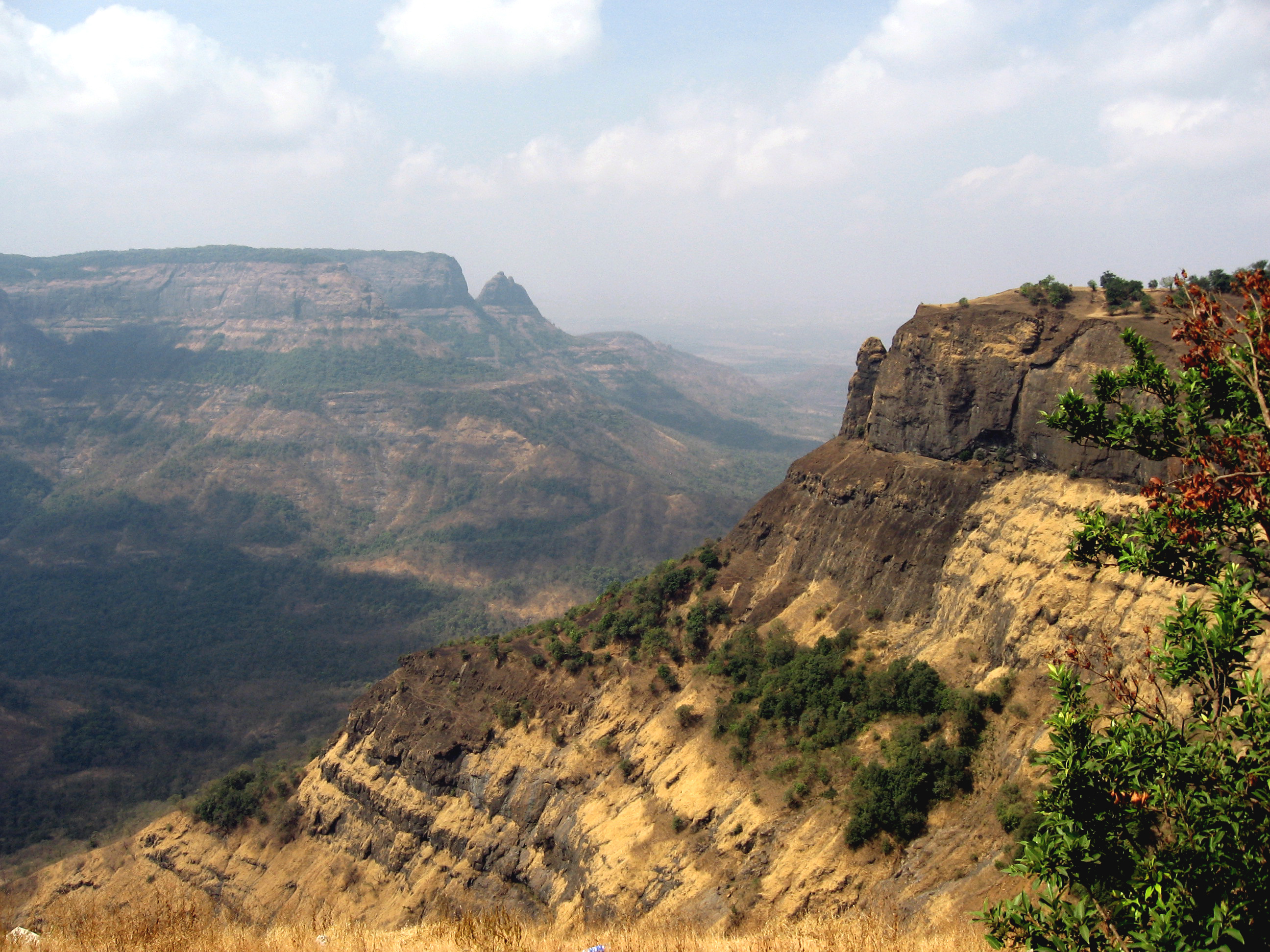
Dekkan-Trapp bei Matheran östlich Mumbai

Die große Ausdehnung der magmatischen Großprovinzen von oft einigen Millionen Quadratkilometern und ihr Volumen von bis über eine Million Kubikkilometern in Verbindung mit ihrer geologisch raschen Entstehung, die um eine Größenordnung über dem Basaltausstoß der Mittelozeanischen Rücken liegt, ist noch nicht völlig verstanden. Sie sind oft mit aktiven Hotspots durch eine Kette von Vulkaninseln oder Vulkanen verbunden. Als Ursache für viele, wenn nicht alle magmatischen Großprovinzen, die nicht durch normale Plattentektonik entstanden sind, werden daher Mantelplumes angenommen.
Nach dieser Hypothese steigen große Massen von heißem Material aus dem Erdmantel auf. Beim Aufstieg bilden sie einen pilzförmigen Kopf aus, der durch einen dünnen Stiel mit Nachschub versorgt wird. Trifft diese heiße Masse auf die Unterseite der Lithosphäre, breitet sie sich aus und schmilzt auf, so dass sich innerhalb von ein bis zwei Millionen Jahren große Mengen Basaltmagma bilden. Der ebenfalls aufsteigende Stiel erzeugt eine lange Kette von linienförmigen Vulkan- oder Vulkaninselketten, weil die Lithosphärenplatte sich über ihn hinwegbewegt, der Stiel jedoch im Wesentlichen ortsfest bleibt. Das Auftreffen des Mantelplumes auf die Unterseite einer Lithosphärenplatte könnte dieser Theorie zufolge ihr Auseinanderbrechen verursachen und so für das Auftreten von zugeordneten magmatischen Großprovinzen auf beiden Seiten des so entstandenen Ozeans verantwortlich sein. Ein Beispiel dafür sind der Paraná-Basalt in Südamerika und der Etendeka-Basalt in Afrika.
Andere Theorien für die Entstehung der magmatischen Großprovinzen führen sie auf das Abspalten
(Delamination) von eklogitischer Unterkruste zurück, oder auf Nebeneffekte mächtiger Lithosphäre. Ebenfalls in Betracht gezogen wird ein Meteoriteneinschlag.

## Beziehungen zu Aussterbeereignissen

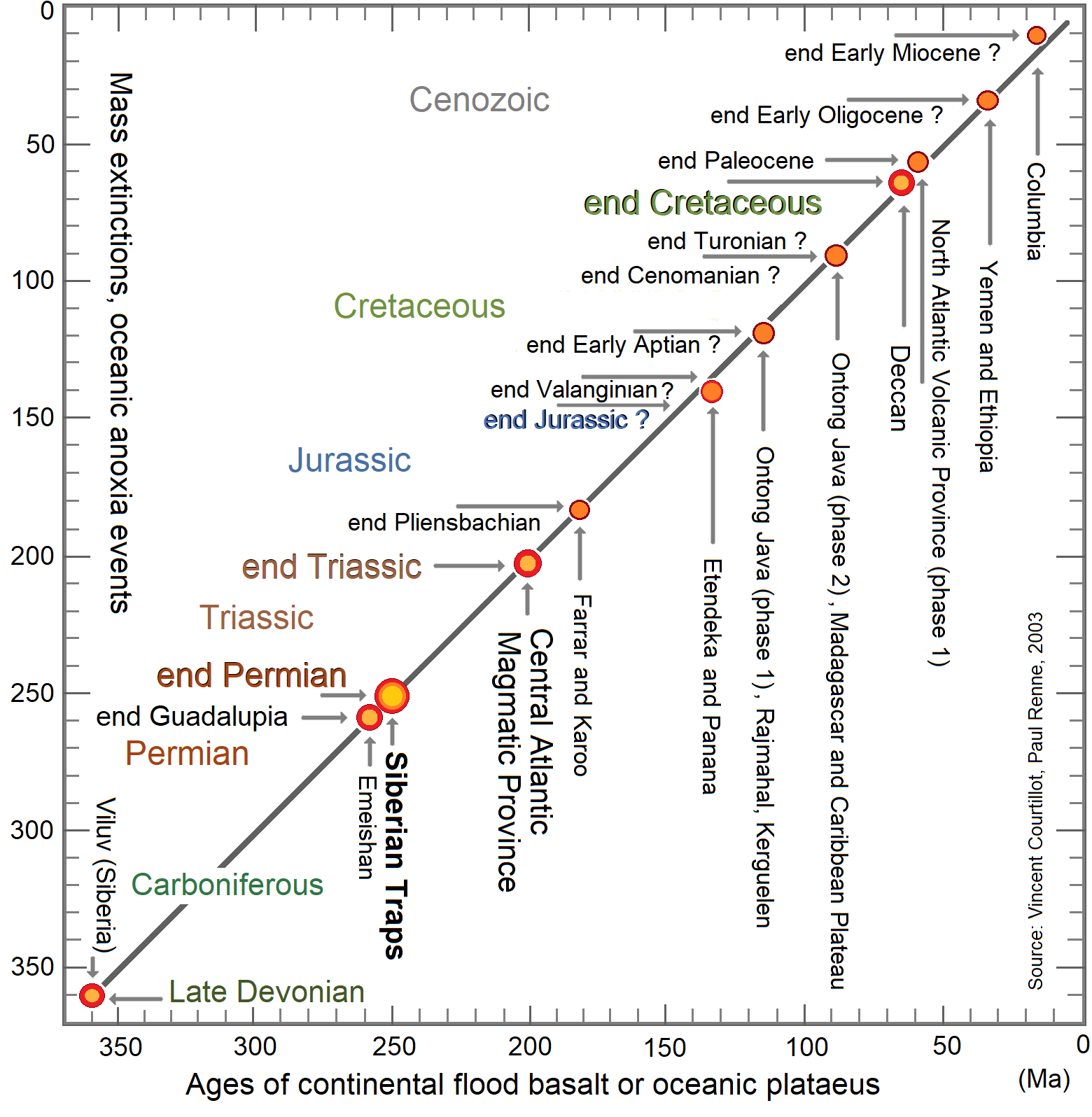
Zeiten mit Flutbasaltereignissen, Entstehung ozeanischer Plateaus und ozeanischen anoxischen Ereignissen.

Die Entstehung magmatischer Großprovinzen scheint in der Erdgeschichte in einigen Fällen mit ozeanischen anoxischen Ereignissen oder Massenaussterben in Verbindung zu stehen. So fällt die Entstehung des Dekkan-Trapps in die Zeit des Massensterbens an der Kreide-Tertiär-Grenze, die des Karoo-Basalts und des damals mit ihm zusammenhängenden Ferrar-Basalts der Antarktis in die des jurassischen Aussterbeereignisses an der Grenze Pliensbachium/Toarcium. Das Entstehen der zentralatlantischen Magmaprovinz soll für das Verschwinden zahlreicher Arten am Übergang von Trias und Jura verantwortlich sein, und der Sibirische Trapp für das größte bekannte Massensterben an der Perm-Trias-Grenze.
Verschiedene Mechanismen wurden vorgeschlagen, um die Verbindung der Entstehung magmatischer Großprovinzen mit Massenaussterben zu erklären, darunter das Freiwerden von großen Mengen Schwefeldioxids und daraus entstehende Schwefelsäure in der Atmosphäre, die ein Absinken der Temperaturen verursacht. Ein Beispiel für diesen Mechanismus ist der Laki-Ausbruch 1783 in Island, der ein Absinken der Durchschnittstemperaturen in Europa zur Folge hatte. Die Entstehung großer Magmamengen im Ozean könnte den Sauerstoffgehalt des Meerwassers entweder durch direkte Reaktion mit hydrothermalen Lösungen herabsetzen, oder indirekt durch Freisetzung großer Mengen von Material, das Algenblüten verursacht, welche den Sauerstoff aufzehren.

## Beispiele magmatischer Großprovinzen
Im Folgenden sind magmatische Großprovinzen aufgeführt, die geologisch erforscht wurden.

### Kontinentale Flutbasalte
- Hochland von Äthiopien
- Columbia-Flutbasalt
- Coppermine-River-Basalt (Kanadischer Schild)
- Dekkan-Trapp (Indien)
- Paraná-Etendeka-Provinz (Brasilien-Namibia)
- Brasilianisches Bergland
- Rio-de-la-Plata-Kraton (Uruguay)
- Karoo-Ferrar-Magmaprovinzen (Südafrika – Antarktis)
- Sibirischer Trapp (Russland)
- Emeishan-Trapp (West-China)

### Ozeanische Plateaus
- Wrangellia-Terran (Alaska und Kanada)
- Karibische Magmatische Großprovinz (Karibik)
- Kerguelenplateau (südlicher Indischer Ozean)
- Ontong-Java-Plateau, Manihiki-Plateau und Hikurangi-Plateau (Südwest-Pazifik)
- Jameson Land

### Vulkanische passive Kontinentalränder
- Arktische Magmatische Großprovinz (High Arctic Large Igneous Province, umfasst die Vulkanite von Ellesmere Island, die Strand-Fjord-Formation, den Alpharücken, Franz-Joseph-Land und Spitzbergen)
- Nordatlantische Magmatische Großprovinz (umfasst Basalte in Grönland, Island, Irland, Schottland und auf den Färöer-Inseln)
- Zentralatlantische Magmatische Provinz (umfasst die östlichen Vereinigten Staaten und Kanada, das nördliche Südamerika und Nordwest-Afrika)

### Gangschwärme
- Mackenzie-Gangschwarm (Kanadischer Schild)
- Long-Range-Gangschwarm (Neufundland und Labrador, Kanada)
- Mistassini-Gangschwarm (West-Québec, Kanada)
- Matachewan-Gangschwarm (Nord-Ontario, Kanada)

### Lagergänge
- Winagami-Lagergang-Komplex (Nordwest-Alberta, Kanada)